# Suhar
Suhar (arabiska: صُحَار), eller Sohar, är huvudstad i provinsen Shamal al-Batina, eller Norra al-Batina, i Oman. Staden har en yta på 313,911 km2, och den hade 129 759 invånare år 2010.

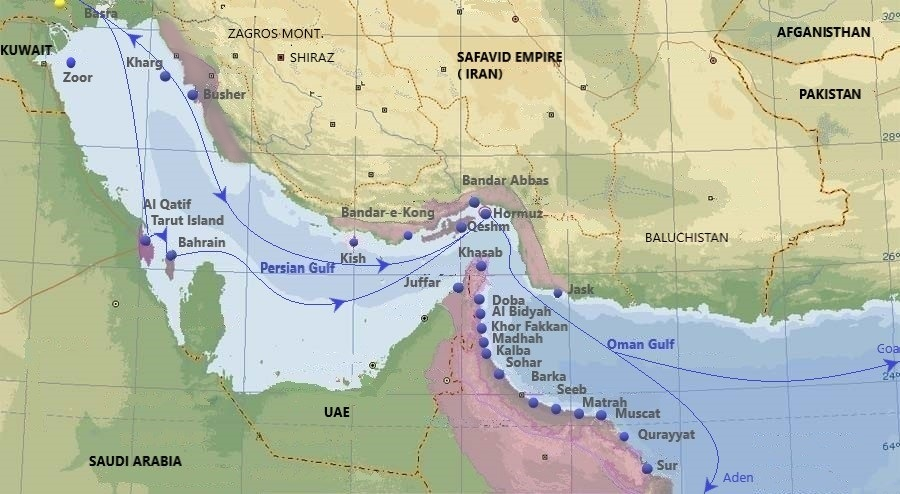
De portugisiska besittningarna på 1500-talet.

Staden har alltid varit en viktig hamnstad och tillhörde det Portugisiska imperiet från 1507 till 1643. Omans största djuphamn ligger i Suhar, liksom ett aluminiumsmältverk med tillhörande kraftverk som invigdes 2009.
Det gamla portugisiska fortet har renoverats och är bostad för den lokala guvernören.